# Turtles Forever
Turtles Forever este un film american de animație cu supereroi de televiziune din 2009 regizat de Roy Burdine și Lloyd Goldfine și scris de Rob David, Matthew Drdek și Goldfine. Un film crossover prezentând două incarnări diferite ale Țestoaselor Ninja luptând împreună, a fost produs pentru aniversarea de 25 de ani a personajelor și servește ca finalul serialului din 2003. Filmul a fost difuzat pe The CW4Kids pe 21 noiembrie 2009.